# Ulvophyceae incertae sedis
Ulvophyceae incertae sedis, rodovi zelenih algi iz razreda Ulvophyceae čija pripadnost porodici i redu još nije utvrđena. Na popisu su tri roda s četiri vrste.

## Rodovi
1. Blastophysa Reinke
2. Symbiochlorum S.Q.Gong & Z.Y.Li
3. Trichophilus Weber Bosse